# Zsigmond Márton
Zsigmond Márton (Csíkdánfalva, 1947. november 18.) erdélyi magyar grafikus, képzőművészeti szakíró.

## Életútja
Középiskoláit a marosvásárhelyi Művészeti Szakközépiskolában végezte (1966), majd rajztanári képesítést szerzett a kolozsvári Ion Andreescu Képzőművészeti Főiskolán (1970), s monumentális képzőművészetből diplomát a bukaresti N. Grigorescu Képzőművészeti Egyetemen (1978).
1970–74 között Maroshévízen, 1978–79 között Bukarestben tanított, majd Csíkszentkirályon, Csíkszentdomokoson, Csíkszeredában volt rajztanár, egy időben a Hargita megyei Tanfelügyelőség képzőművészeti szaktanfelügyelője.
1970-től kezdve festményeivel, grafikáival jelen van a képzőművész szövetség Hargita megyei kiállításain; 1994-ben Székesfehérváron, 1997-ben Budapesten volt kiállítása. Monumentális márványmozaik kompozíciója díszíti szülőfaluja művelődési otthonának falát, valamint a csíkszeredai Transilvania mozi homlokzatát. Grafikáival jelent meg Ferenczes István Indián a Hargitán c. gyermekverskötete (Bukarest, 1990).
1975–79 között rendszeresen jelentek meg a Hargita c. lapban, majd a Hargita Népében műelemző írásai Beczássy Antal, Damó István, Gaál András, Kusztos Endre, Márton Árpád, Márkos András, Plugor Sándor alkotásairól. A tanulók képzőművészeti formakultúrájának kialakítására, a művészeti technikák és anyagok ismeretére, a papírhajtogatással (origami) összefüggésbe hozható képzőművészeti nevelés lehetőségeinek feltárására állította össze Papírmesék fűnek, fának c. könyvét (Csíkszereda 1997).
A Barabás Miklós Céh tagja.